# Thomas Beran

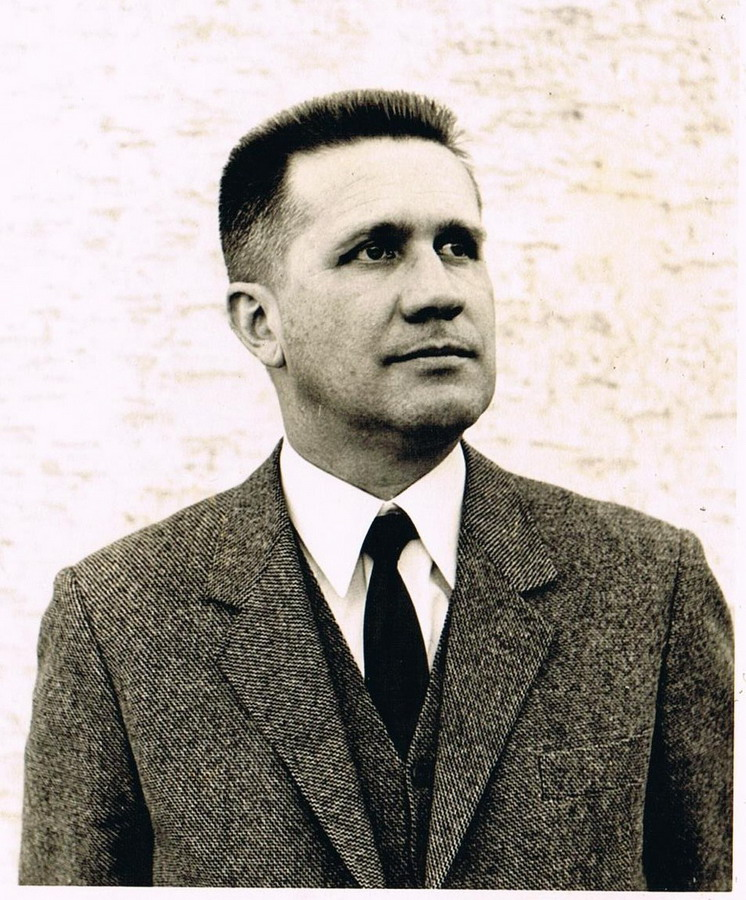
Thomas Beran 1969 in Thale/Harz

Thomas Georg Beran (* 17. August 1926 in Reichstadt, Tschechoslowakei; † 16. Februar 1998) war ein deutscher Vorderasiatischer Archäologe.

## Leben
Thomas Beran entstammte einer deutsch-tschechischen Familie in der damaligen ČSR. 1944 zur deutschen Marine eingezogen, verlor er bei der Versenkung seines Schiffes am 8. April 1945 die Sehkraft eines Auges. Nach englischer Gefangenschaft arbeitete er zeitweise als Kraftfahrer in Schleswig-Holstein. Eltern und Bruder konnten erst 1948 in die SBZ ausreisen.
1948 begann Thomas Beran ein Studium der Archäologie und Kunstgeschichte an der Freien Universität Berlin. Zusammen mit Eva Strommenger gehörte er zu den ersten Studenten von Anton Moortgat, seit 1948 Ordinarius für Vorderasiatische Altertumskunde. Er promovierte 1954 mit einer Arbeit über „Die assyrische Glyptik des 14. Jahrhunderts und ihre Stellung im vorderasiatischen Bereich“. Von 1954 bis 1962 nahm er als Mitarbeiter des Deutschen Archäologischen Instituts (DAI) Istanbul an dessen Ausgrabungen in der Hauptstadt der Hethiter in Ḫattuša-Boğazköy teil, wo er neben Peter Neve Stellvertreter des Grabungsleiters Kurt Bittel war. 
1962 wechselte er an die Universität Frankfurt, zunächst als Assistent und Dozent am Institut für Klassische Archäologie, ab 1972 als Professor für Vorderasiatische Archäologie. 
Neben den Grabungen in Boğazköy betreffen seine Forschungen und Publikationen nahezu ausschließlich die altorientalischen Roll- und Stempelsiegel.

## Schriften
- Assyrische Glyptik des 14. Jahrhunderts. In: Zeitschrift für Assyriologie. Bd. 52, Berlin 1957, S. 141–215, doi:10.1515/zava.1957.52.1.141.
- Die babylonische Glyptik der Kassitenzeit. In: Archiv für Orientforschung. Bd. 18, Graz 1957–1958 (1958), S. 255–278 (JSTOR:41637569).
- Hethitische Rollsiegel der Großreichszeit. Teil I. In: Istanbuler Mitteilungen. Bd. 8, 1958, S. 137 ff.
- Hethitische Rollsiegel der Großreichszeit. Teil II. In: Istanbuler Mitteilungen. Bd. 9/10, 1960, S. 128 ff.
- Die hethitische Glyptik von Boğazköy I: Die Siegel und Siegelabdrücke der vor- und althethitischen Perioden und die Siegel der hethitischen Großkönige (= Boğazköy-Ḫattuša. Ergebnisse der Ausgrabungen des Deutschen Archäologischen Instituts und der Deutschen Orient-Gesellschaft. Hrsg. v. Kurt Bittel; = Wissenschaftliche Veröffentlichung der Deutschen Orient-Gesellschaft. Bd. 76). Berlin 1967.